# Сас-ван-Гент
Сас-ван-Гент (нидерл. Sas van Gent) — город в Нидерландах, находящийся в провинции Зеландия. Муниципалитет Тернёзен. Он расположен примерно в 30 километрах от Флиссингена прямо на границе в Бельгией.
Через город протекает канал «Гент-Тернёзен». Название города означает «Гентский шлюз».

## История
Сас-ван-Гент — был основан как пограничная крепость в 1547 году, когда город Гент получил Карла V, императора Священной Римской империи, разрешение на прокладку канала к Вестершельду. Между 1551 и 1563 годами к северу от Зелзате был построен замок, который впоследствии был укреплен.
В 1644 году город был захвачен Фредериком Генрихом, принцем Оранским, и стал частью Голландской республики. В 1672 году город был атакован французами, но взять его не удалось. В 1747 году французы вернулись и захватили город. В 1825—1827 годах был прорыт канал «Гент-Тернёзен», а в 1882—1885 годах — боковой канал «Сас-ван-Гент».
В 1840 году в Сас-ван-Генте проживало 854 человека. В 1869 году на железнодорожной линии «Тернёзен — Гент» была открыта железнодорожная станция. Линия была закрыта в 1939 году, а здание было снесено в 1967 году.
В конце XIX века в городе началась индустриализация. Поскольку в остальной части Зеландии не хватало пресной воды для производства сахара, Сас-ван-Гент получил два завода по производству свекловичного сахара. Первый — NV Zeeuwsche Beetwortelsuikerfabriek, основанный в 1872 году. Второй был кооперативом, Eerste Nederlandsche Coöperatieve Beetwortelsuikerfabriek (ENCBS). На складах бывшего ENCBS, закрывшегося в 1989 году, находится музей, посвященный его промышленному наследию. Второй сахарный завод закрылся в 1986 году. Сас-ван-Гент оставался сахарным заводом до 2003 года.
Сас-ван-Гент был независимым муниципалитетом до 2003 года, когда он был объединен с Тернёзеном. Площадь бывшего муниципалитета составляла 63,65 км² (из них 3,02 км² — вода).
В состав бывшего муниципалитета Сас-ван-Гент также входили следующие города, деревни и муниципалитеты: Филиппин, Вестдорф, Зандстраат. Все они в настоящее время являются частью Тернёзена.